# Workbench
A Workbench a Commodore által Amiga sorozatú számítógépekre 1985-től fejlesztett AmigaOS operációs rendszer alatt futó grafikus fájlkezelője. Grafikus felhasználói felületet (GUI) biztosít a fájlrendszeren történő munkához, illetve alkalmazások futtatásához.

## Sajátos nomenklatúra
Az angol workbench szó jelentése "munkapad", mely metafora, a ma elterjedt "asztal" (desktop) hasonlat helyett a fájlrendszer szervezőt jelenti. Némi képzavarral, eredetileg Workbench volt a neve az Amiga teljes operációs rendszerének is, egészen a 3.1. verzióig bezárólag. A 3.5. kiadástól lett az operációs rendszer neve "AmigaOS", a Workbench pedig a későbbiekben egyszerűen csak a fájlkezelőt jelentette.
Az asztal helyett munkapad kifejezésen túl további sajátos elnevezéseket használ a szoftver, így például könyvtár (directory) helyett "fiók" (drawer), "kuka" (recycle bin) helyett "szemetes" (trash can), stb. Ezek ma már kicsit furcsának hatnak, de a 90-es évek elején még nem volt egy általánosan elfogadott nevezéktan az operációs rendszer egyes elemeinek megnevezésére. A Commodore továbbá tudatosan alkalmazott a versenytársakétól eltérő elnevezéseket.

## Áttekintés

Amiga rendszerösszeomlási üzenet

A Workbench ún. "térbeli fájlkezelő" abban az értelemben, hogy mind a fájlokra, mind a könyvtárakra úgy tekint, mint fizikai objektumokra. Ebből kifolyólag egy drawer (könyvtár) megnyitása mindig saját ablakban történik. Ehhez képest ma inkább az ún. "navigációs" szemlélet terjedt el, melyet két navigációs panel és esetleg egy fastruktúra jellegű könyvtárszerkezet jellemez (ilyen pl. a Windows Intéző).
A Workbench az Amiga belső ablakozó rendszerét, az Intuition-t használja a grafikus felhasználói interfész kialakítására. Az Intuition kezeli a képernyőt, az ablakokat és a gadget-eket (kattintásra működésbe lépő eszközök, pl. funkciógombok, csúszkák stb.). Az AmigaOS későbbi verziói további, még komplexebb objektumorientált eszközrendszereket vonultatnak fel, mint például a gadtools.library vagy az ezt támogató programozási rendszer, a BOOPSI (AmigaOS 2.0+), illetve a ReAction GUI (AmigaOS 3.5+). Az Intuition kezeli még a bemeneti (input) eszközöket, mint pl. billentyűzet és egér. Az egér kétgombos kell legyen, ahol a jobb egérgomb legördülő menüt nyit meg, a bal egérgomb pedig egyéb funkciókra szolgál.
A Workbench alatt futó AmigaOS, az Exec multitasking kernel révén, lehetővé teszi több alkalmazás egyidejű futtatását, melyek a Workbenchnek jelentették vissza a futásuk eredményét. Ez a kernel végzi továbbá a memóriakezelést és folyamatoknak történő üzenetküldést.
A Workbench mindig tartalmazott lemezen tárolt komponenseket, bár az alapvető funkciók az Amiga Kickstart firmware-ének ROM-jában voltak tárolva. Ebből következik, hogy mindenképp kell rendszerlemezről bootolni a Workbench elindulásához. Ez a felépítés teszi lehetővé, hogy a játékok futtatása nem feltétlenül igényli Workbench jelenlétét, mely rengeteg rendszererőforrást hagy szabadon ezeken a jellemzően korlátozott memóriával rendelkező számítógépeken.
A Workbench-et a Commodore Amiga modelljeihez szállították, eleinte floppy lemezen, majd az AmigaOS részeként CD-n. Eredetileg arra tervezték, hogy floppiról működjön és csak a későbbi változatokat lehetett merevlemezre (HDD) is telepíteni és onnan futtatni.

## Commodore változatok
| Kiadás     | WB    | KS        | Amiga modellek                    |
| ---------- | ----- | --------- | --------------------------------- |
| 1985 okt.  | 1.0   | 1.0       | Amiga 1000                        |
| 1985 dec.  | 1.1   | 1.1       | Amiga 1000                        |
| 1986, 1987 | 1.2   | 1.2       | Amiga 500, Amiga 2000             |
| 1988       | 1.3   | 1.3       | Amiga 500, Amiga 2000             |
| 1990       | 2.0   | 2.0       | Amiga 3000                        |
| 1991 okt.  | 2.04  | 2.0       | Amiga 500+, Amiga 3000 és upgrade |
| 1992 eleje | 2.05  | 2.0       | Amiga 600 és upgrade              |
| 1992 dec.  | 2.1   | 2.0       | csak upgrade                      |
| 1992 szep. | 3.0   | 3.0       | Amiga 1200, Amiga 4000            |
| 1994/1995  | 3.1   | 3.1       | Amiga 1200, Amiga 4000 és upgrade |
| 1999 okt.  | 3.5   | 3.1       | csak upgrade                      |
| 2000 dec.  | 3.9   | 3.1       | csak upgrade                      |
| 2006 dec.  | 4.0   | 4.0       | AmigaOne, Amiga 1200/4000 + PPC   |
| 2008 szep. | 4.1   | 4.1       | AmigaOne, Amiga 1200/4000 + PPC   |
| 2018 szep. | 3.1.4 | 3.1       | "klasszikus" Amigák               |
| 2021 máj.  | 3.2   | 3.2       | "klasszikus" Amigák               |
| 2021 dec.  | 3.2.1 | 3.2       | "klasszikus" Amigák               |
| 2023 már.  | 3.2.2 | 3.1-3.2.x | "klasszikus" Amigák               |
| 2025 ápr.  | 3.2.3 | 3.1-3.2.x | "klasszikus" Amigák               |

A Commodore egészen a 3.1 verzióig a Workbench elnevezést használta az Amiga teljes operációs rendszerére (OS), aminek a következtében ezt a nevet használták a teljes OS-re és a fájlkezelőre is. A 3.5-ös Haage & Partner kiadásban nevezték át az OS-t AmigaOS-re és innentől a Workbench kifejezés már csak a grafikus fájlkezelőt jelentette.

### Workbench 1.x
A Workbench 1.0 a legelső Amigával, az Amiga 1000-rel jelent meg 1985-ben és csak NTSC képernyőkön volt használható. Az 1.x változatok rikító kék és narancs színekkel a megfelelően nagy kontrasztot kívánták elérni akár a legsilányabb TV-képernyőkön is, igaz. Az 1.1 változat főként hibajavításokból (bug fix) állt és ugyanúgy Amiga 1000-re adták ki. Az 1.2-es változat volt a Magyarországon legismertebb Amiga 500 kezdeti felhasználói felülete és legfőbb újítása korrekt NTSC/PAL támogatás volt. A frissítésként és az újabb termékeken alapból telepített 1.3-as verzió volt képes először bootolni merevlemezről. Az 1.2 és az 1.3 volt az Amiga 2000 GUI-ja is.
A Workbench a kezdetektől egy nagymértékben testre szabható interfészt nyújtott. A felhasználó megváltoztathatta az ikonok külső megjelenését és helyzetét. Lecserélhette az ikonokat újabbakra, az ablakokról és ikonokról pedig pillanatképet (snapshot) menthetett el, így őrizve meg azok beállításait és pozícióit. Ez az akkori Atari vagy Macintosh gépekhez képest jelentősen nagyobb mozgástért adott. A négy képernyő alapszín megváltoztatható volt és NTSC rendszereken a 640x200, illetve a 640x400 (interlaced), míg PAL rendszereken a 640x256, illetve a 640x512 (interleced) felbontások közül lehetett választani. Későbbi revíziókban a TV, illetve monitor overscan (túlpásztázás) is állítható volt.
Néhány 1.x sajátság a későbbi verziókból kikerült, így az 1.x változatokban az ikonokon jobb egérgombbal kattintva, azok metaadatai jelentek meg, míg később egyszerűen csak a legördülő menü. Érdekesség még, hogy az 1.x kiadásokban alap foglaltságot jelző ("busy") pointert (egy vicces buborék, benne "Zzz..." felirat) később egy stopperórára cserélték le.

### Workbench 2.x, 2.xx
A Workbench 2.0 az Amiga 3000 1990-es debütálásával jelent meg. Ezidáig nem volt egységes kinézete, vagy tervezési szabványa az alkalmazásfejlesztőknek, akik saját menüiket, gadget-jeiket kellett kifejleszteniük, ha nem érték be az Intuition szegényes kínálatával. A 2.0-ás Workbenchben jelent meg a gadtools.library, mely szabványos modulokat biztosított a fejlesztőknek. Kiadták az Amiga User Interface Style Guide stílus-segédletet, mely részletes magyarázatokkal szolgált. Az Intuition is továbbfejlődött a BOOPSI objektumorientált programozási rendszer kiadásával, mely minden gadget-hez, vagy eseményhez objektumosztályt (classe) vezetett be, így az Amiga minden szintjén objektumorientált interfészeket lehetett programozni.
A Workbench 2.0 tette lehetővé, hogy .info fájlok hozzákapcsolása nélkül is minden fájl megjeleníthető legyen ikonként, ebben a verzióban jelent meg az ARexx szkriptek támogatása és az AmigaGuide hypertext-jellegű applikáció segédlet (help) rendszer. Ez a verzió orvosolta azt a bosszantó problémát, hogy egyes alkalmazások rá tudtak telepedni a bemeneti eszközök (billentyűzet, egér) adatfolyamaira, így teljesen meg tudták bénítani az egész rendszert. Bevezetésre került a Commodities, mely szabványos interfészt nyújtott a bemeneti események kezelésére és bevezette a globális "hotkey" fogalmát.
A 2.04 változat készült a korábbi Amiga 500+ és Amiga 3000 rendszerek upgrade-jéül és apró fejlesztések mellett új skálázható betűkészlet alrendszert tartalmazott. A 2.05 változat volt az Amiga 600 GUI rendszere és több újítást is itt vezettek be, mint például a PCMCIA, a belső HDD, a nagy sűrűségű HD FDD támogatást. A Workbench 2.1-től volt elérhető a Lisp-hez hasonló szabványos szoftvertelepítő környezet, az Installer, illetve a CrossDOS FAT fájlrendszer támogatás, az IBM-kompatibilis PC-kkel való adatátvitelt támogatandó. Ez a változat már működött Motorola 68040-es processzorokon is.

### Workbench 3.0, 3.1
A Workbench 3.0-ás változata eredetileg az Amiga 1200 és Amiga 4000 típusú számítógépekhez jelent meg 1992-ben. Legfontosabb újítása az AGA chipset, a rendszerszinten regisztrált adattípusok (DataTypes) bevezetése és a Multiview volt. Az adattípusok a DEVS:Datatypes könyvtárban helyezkedtek el, illetve ide kellett feltelepíteni leíró (descriptor) állományaikat. Ezt a típus-adatbázist használta a rendszer minden eleme, így pl. az itt szereplő kép-formátumok bármelyikét be lehetett tölteni háttérképnek, illetve a Multiview univerzális fájl-néző is bármely leíróval rendelkező állományt meg tudott nyitni. Ez a Workbench kiadás volt először képes programlokalizációkat kezelni, azaz más nyelveken (honosítva) megjeleníteni a rendszer-komponenseket, illetve bármely telepített alkalmazást.
A 3.1-es változat lett végül az utolsó Commodore International által kiadott változat, mely azonban némiképp befejezetlen maradt, mivel fejlesztés közben ment csődbe a nagy múltú cég. Hibajavítások mellett CD-ROM támogatás, új képernyőmódok, fejlesztett grafikus képességek jellemezték. Bevezették az ANIM és a CDXL adattípusokat.

## Haag & Partner kiadások

### AmigaOS 3.5, 3.9
A Commodore összeomlását követően és hat évvel a Workbench 3.1 megjelenése után a Haage & Partner 1999-ben a jogtulajdonosok engedélyével tisztán szoftveres frissítést adott ki a meglévő rendszerekhez 3.5 verziószám alatt. Ez a változat hibajavításokon túl olyan új funkciókat implemetált, mint TCP/IP, PowerPC támogatás,webböngésző, levelezőprogram, 4GB-nál nagyobb merevlemezek támogatása, stb. A frissítés már csak CD-ROM-on látott napvilágot és működéséhez szükség volt egy meglévő 3.1-es Kickstartra. A fejlesztett grafikus interfész a ReAction megoldásain alapult, mint amilyen például a True Color háttérképek támogatása, de beemelte a NewIcons külsős fejlesztést is. A korábban megszokott 4/8 színű ikon-megjelenést felváltotta a 256 szín alkalmazása.
A 3.9-es változat ugyanennek a cégnek a kiadásában és szintén szoftverfrissítésként jelent meg 2000 decemberében. A Workbench 3.9-ban jelent meg az AmigaDOCK programindító pult, integrált tömörítő alkalmazások (LHA, LZX, DMS, Zip stb.), gyorskeresés, MP3 és AVI lejátszás. Ehhez a változathoz tettek elérhetővé első ízben magyar nyelvű honosítást is.

## Hyperion verziók

### AmigaOS 4.0, 4.1
A 2006 decemberében kiadott AmigaOS 4.0-ás változatot a Hyperion Entertainment úgy fejlesztette ki, hogy teljes PowerPC (PPC) kompatibilitással rendelkezzen. Ennélfogva AmigaOne és egyes PPC-vel felszerelt Amiga 1200 és Amiga 4000 változatokon jelent meg. Az operációs rendszerhez tartozó Workbench már támogatta a 32-bites ikonokat, a True Color egérmutatót (pointer) és megszüntette a fájlnév hosszának korábbi 30 karakteres korlátozását. Az egérgörgő támogatás is itt jelent meg. Az ikonikus "Guru meditation" rendszerösszeomlási üzenetet a Grim Reaper fejlesztett rendszerösszeomlás-kezelő rendszer váltotta fel.
A 4.1-es változat Amiga 1200/3000/4000 és AmigaOne mellett Sam440 és Pegasos rendszerekre is elkészült és 2008 szeptemberében jelent meg, melyet több frissítés is követett, egészen az AmigaOS Final Edition 2014. december 18-ai kiadásáig, majd annak 2016 év végén megjelent első frissítéséig (Update 1). Újításként - többek között - az intelligens memórialapozás, a Cairo 2D grafikus library (függvénykönyvtár), a JXFS fájlrendszer, 64-bites DOS támogatás és fejlesztett grafikus hardveres gyorsítás jelent meg.

### AmigaOS 3.1.4
Ez a 2018. szeptemberében megjelentetett, majd 2019. júliusában frissítéssel ellátott (3.1.4.1) Workbench kiadás tartalmazza a korábbi Workbench 3.5, illetve 3.9 frissítéseit, továbbá az azóta felmerült hibajavításokat. Az összes rendszerösszetevőt frissítették és gyári támogatást kapott az összes Motorola gyártmányú 680x0-es processzor (68000-68060). Ez a változat is megkapta a magasabb verziókban megjelent nagykapacitású merevlemez, illetve a HD floppy-nál nagyobb kapacitású ún. "superfloppy" támogatást. A CD támogatás már kiterjed a Joliet, a Rockridge CD és az UDF DVD kiterjesztések támogatására is. Megkapta a PCL és PostScript nyomtatók támogatását is.

### AmigaOS 3.2
A Hyperion - két év fejlesztés után - 2021. május 14-én jelentette be a 3.2-es változat megjelenését. Hibajavításokon túl számos új funkciót is tartalmaz és CD-ROM telepítőlemezen jelent meg. Új Kickstart ROM-ok is szükségesek hozzá és továbbra is elérhető floppy lemezeken, hasonlóan az elődeihez. A legfontosabb újítások, a teljesség igénye nélkül:
- Integrált ReAction grafikus interfész (GUI)
- Beépített ADF floppy lemezkép kezelés
- Frissített DataType fájltípusok
- Fejlesztett Preferences, Tools, Utilities és System alkalmazások
- Kibővített Boot menü
- stb.[17]

2021. december 21-én megjelent az AmigaOS 3.2.1 frissítés (1. frissítés), mely a számos hibajavítás mellett néhány új funkciót is tartalmaz, mint például a színes GlowIcons-t támogató IconEdit, az ARexx-et támogató TextEdit, az átdolgozott ShowConfig és az Eject menüpont. A leglátványosabb hibajavítás, hogy nem marad többé fekete a képernyő, ha csatlakoztatott meghajtó nélkül indítják a rendszert.
2023. március elején kiadták a 2. frissítést (3.2.2), mely tartalmazza a 3.2.1 összes újítását is, így összegző frissítésnek tekinthető. A legfontosabb újítás, hogy a Kickstart 3.2.2 ROM innentől kezdve gond nélkül tud bootolni bármely korábbi workbench- vagy icon.library-val rendelkező AmigaOS verziót 3.1-től kezdve a 3.9-ig. A RAM disk teljes generáljavításon esett át, kisebb fejlesztések voltak a TextEdit és IconEdit programokban, a Showconfig pedig innentől kezdve helyesen jelenít meg bármely 68060 CPU változatot.
2025. április 2-án jelentették be a 3. frissítés megjelenését (3.2.3), mely új ROM-fájlok mellett a következő újdonságokat tartalmazza: számos helyen továbbfejlesztett ReAction osztályok; makrókkal bővíthető menü a TextEditorban; 12 kB chipram felszabadul; fejlesztett DiskDoctor és HDToolBox.
A kiadott szoftver jogi státusza jelenleg vitatott.

## Lásd még
- Amiga
- Fájlkezelő
- Grafikus felhasználói felület
- Intuition (Amiga)
- Operációs rendszer
- Amiga Old File System
- Scalos

### Kapcsolódó weboldalak
- ↑ History: History of Workbench and Amiga OS (angol nyelven). wiki.classicamiga.com , 2010. május 21. (Hozzáférés: 2019. december 4.)
- ↑ WBNostalgia: Workbench Nostalgia (angol nyelven). gregdonner.org . (Hozzáférés: 2019. december 3.)
- ↑ BBoAH: The Big Book of Amiga Hardware (angol nyelven). bigbookofamigahardware.com . (Hozzáférés: 2019. december 2.)
- ↑ AmiWiki: AmigaOS Manual: Workbench Using (angol nyelven). wiki.amigaos.net . Hyperion Entertainment. (Hozzáférés: 2019. december 2.)
- ↑ AUISG: User Interface Style Guide (angol nyelven). wiki.amigaos.net . Hyperion Entertainment, 2015. november 3. (Hozzáférés: 2019. december 5.)

## Fordítás
- Ez a szócikk részben vagy egészben  a   Workbench (AmigaOS) című angol Wikipédia-szócikk fordításán alapul.  Az eredeti cikk szerkesztőit annak laptörténete sorolja fel. Ez a jelzés csupán a megfogalmazás eredetét és a szerzői jogokat jelzi, nem szolgál a cikkben szereplő információk forrásmegjelöléseként.